# Božji grad (2002.)
Božji grad (port. Cidade de Deus) - brazilski film, prvi put prikazan u Brazilu 2002., a izvan Brazila 2003. Snimljen je prema istoimenom romanu Paula Linsa. Temelji se na istinitim događajima u siromašnim favelama Rio de Janeira. Redatelji su: Fernando Meirelles i Kátia Lund. Slogan filma je: "Bori se i nikad nećeš pobijediti ... Bježi i nikad nećeš pobjeći".
Mnogi glumci pojavljuju se prvi put na filmu i zapravo su stanovnici favela iz četvrti kao što su: Vidigal ili Sidade de Deus (port. Božji grad).
Film je bio nominiran za Oscara 2004. godine u više kategorija. Osvojio je brojne međunarodne filmske nagrade.

## Radnja
Film opisuje život u vrlo opasnoj četvrti Božji grad na jugu Rio de Janeira. To je četvrt u kojoj su mladi sretni, ako dožive više od 16 godina.
Film se posebno bavi trgovinom droge, kriminalom i ubojstvima. Uobičajena su ubojstva na ulicama i sudjelovanje djece u raspačavanju droge. Radnja filma vrti se oko sukoba suprotstavljenih skupina narkomafije, u kojima sudjeluju i djeca.
Sama se radnja odvija u tri faze u šezdesetima, sedamdesetima i osamdesetima kroz doživljaje glavnih likova Buscapéa i Dadinha. Dok Dadinho želi postati najveći kriminalac u Rio de Janeiru, Buscapé želi otići iz Božjeg grada i pronaći bolji život, ali ne zna način za to. Iako se radnja 'vrti' oko dva glavna lika, naglasak nije na njihovim avanturama. Glavni protagonist je samo mjesto Božji grad.

## Glumci
- Alexandre Rodrigues kao Buscapé
- Douglas Silva kao Dadinho
- Leandro Firmino kao Zé Pequeno
- Matheus Nachtergaele kao Sandro
- Phellipe Haagensen kao Bené
- Seu Jorge kao Mané
- Roberta Rodrigues kao Bérénice
- Jonathan Haagensen kao Cabeleira
- Alice Braga kao Angélica
- Micael Borges kao Caixa Baixa